# Coccophagus brevisetus
Coccophagus brevisetus är en stekelart som beskrevs av Huang 1980. Coccophagus brevisetus ingår i släktet Coccophagus och familjen växtlussteklar. Inga underarter finns listade i Catalogue of Life.